# Maladie sud-américaine des feuilles de l'hévéa
La maladie sud-américaine des feuilles de l'hévéa, ou flétrissure sud-américaine des feuilles de l'hévéa (parfois appelée  « SALB », acronyme du nom anglais South american leaf blight) est une maladie fongique qui affecte les espèces du genre Hevea en Amérique du Sud et en Amérique centrale. Cette maladie est provoquée par un champignon ascomycète de la famille des Planistromellaceae, Microcyclus ulei.
C'est la plus grave maladie qui affecte l'arbre à caoutchouc et qui empêche le développement de sa culture dans le continent américain. En effet la lutte chimique à l'aide de fongicides s'est révélée inefficace et la sélection de cultivars résistants n'a pas permis de sélectionner des variétés suffisamment productives. 
Cette maladie est aussi une menace pour les plantations d'hévéas des autres continents, notamment en Asie du Sud-Est. Des mesures de quarantaine ont été prises pour éviter la propagation de la maladie hors de sa région d'origine, en particulier dans le cadre de l'Accord sur la protection des végétaux pour la région Asie du Sud-Est et Pacifique qui prévoit en son annexe B des « mesures tendant à empêcher l'introduction dans la région de la flétrissure sud-américaine des feuilles de l'hévéa ».

## Distribution
L'aire de répartition de la maladie sud-américaine des feuilles de l'hévéa se limite à l'Amérique centrale et à l'Amérique du Sud, où elle correspond à celle de l'hévéa, cultivé où à l'état sauvage. On rencontre cette maladie depuis El Palmar (Veracruz, Mexique) à 15° de latitude nord jusqu'à l'état de Paraná (Brésil) à 25° de latitude sud.
Elle a été détectée dans les pays suivants : Belize, Bolivie, Brésil, Colombie, Costa Rica, Salvador, Équateur, Guatemala, Guyana, Guyane française, Haïti, Honduras, Mexique, Panama, Nicaragua, Paraguay, Pérou, République dominicaine, Sainte-Lucie, Suriname, Trinité-et-Tobago et Venezuela. 
Malgré l'omniprésence de cette maladie au Brésil, ce pays avait une surface de plantation d'hévéa de 108 000 hectares pour une production de 100 000 tonnes de caoutchouc en 2004, répartie principalement dans les États de Sao Paulo, de Bahia et du Mato Grosso où les conditions climatiques sont moins favorables au développement de la maladie. En revanche, la production commerciale de l'Amazonie, où l'hévéa existe à l'état sauvage, est négligeable.
La maladie est toutefois absente d'Asie et d'Afrique, continents qui représentent environ 99 % de la production mondiale de caoutchouc naturel.

## Symptômes
Les symptômes de la maladies touchent presque exclusivement les feuilles, les plus gravement affectées étant les feuilles jeunes, de moins de 10 à 15 jours. 
Les premiers signes, quelques jours après l'inoculation, sont l'apparition sur les feuilles de déformations hypertrophiques légèrement décolorées, qui évoluent en masses poudreuses grisâtres à la face inférieure des feuilles lorsque le champignon commence à produire des conidies. 
Ces lésions productrices de spores peuvent se rejoindre et fusionner au fur et à mesure que l'infection se développe, entraînant une coloration rouge des feuilles et leur chute prématurée. 
Les jeunes tissus des pétioles, des rameaux et des fruits peuvent également être infectés. 
Des conditions climatiques favorables au développement de la maladie peuvent provoquer des défoliations successives, entraînant le dépérissement des branches terminales et peuvent conduire à la mort des jeunes arbres.
Chez les feuilles de plus de 12 à 15 jours, l'infection est limitée, les lésions sont plus petites et la production de conidiospores est faible, voire absente,.

## Méthodes de lutte
La lutte contre la maladie sud-américaine des feuilles de l'hévéa repose principalement sur l'utilisation de clones résistants, mais la recherche de variétés présentant une résistance suffisamment élevée et une productivité satisfaisante s'est révélée très difficile.
Une difficulté vient de la grande variabilité de l'agent pathogène, Microcyclus ulei, qui lui permet de contourner la résistance de nouvelles variétés en quelques années. C'est le cas par exemple du clone 'IAN 6158'  qui était considéré comme résistant jusqu'en 1990, mais dont une plantation d'environ 700 ha près de Manaos, dans l'État brésilien d'Amazonas, a été gravement attaquée en 1991 et les plantations ont dû être abandonnées,.